# Estação Rio Novo
A Estação Rio Novo é uma das estações da Linha Azul do Sistema de Trens Urbanos de Maceió, situada em Maceió, entre a Estação ABC e a Estação Satuba.
Localiza-se na Rua Vereador Hermínio Cardoso. Atende o bairro do Rio Novo.